# ミミッキュ
ミミッキュ（Mimikyu）は、『ポケットモンスター』シリーズに登場する架空の生物、ポケットモンスターの一種である。水谷恵によってデザインされ、2016年のビデオゲーム『ポケットモンスター サン・ムーン』で初めて登場した。布を被ってピカチュウに外見を似せており、「ばけのかわポケモン」とされている。

## キャラクター
高さは0.2メートル、重さは0.7キログラムである。布を被って正体を隠しており、布には粗末な顔が描かれている。その姿はピカチュウに似ている。ミミッキュは愛され受け入れられることを望んで布を被っており、本来の姿は恐ろしいものと言われている。ゴースト及びフェアリータイプである。水谷恵によってデザインされ、英語版アニメではビリー・ボブ・トンプソンが声優を務めている。

## 登場

### ビデオゲーム
ミミッキュは『サン・ムーン』で初めて登場した。「ばけのかわ」という特性を持っており、バトル中に一度だけ敵からの攻撃のダメージを防ぐ。『ウルトラサン・ウルトラムーン』では、技「じゃれつく」を覚えているミミッキュに専用のZクリスタルである「ミミッキュZ」を持たせることで、専用のZワザ「ぽかぽかフレンドタイム」を使用することができる。また、『サン・ムーン』と『ウルトラサン・ウルトラムーン』の両方でミミッキュは「ぬしポケモン」として現れる。その後も『ソード・シールド』、『スカーレット・バイオレット』に登場した。その他『Pokémon UNITE』、『ポケとる』、『ポケモンマスターズ EX』、『ポッ拳 POKKÉN TOURNAMENT DX』にも登場した。

### アニメ
『ポケットモンスター サン&ムーン』に登場し、犯罪組織ロケット団のムサシ、コジロウ、ニャースと遭遇する。ニャースはミミッキュの話す言葉を理解でき、その恐ろしい内容に怯える。ニャースはミミッキュとバトルを始めるが、ミミッキュが被る布をまくり上げるとその本当の姿に殺されそうになった。その後ミミッキュは、ロケット団がサトシのピカチュウと戦っているのを見てロケット団の味方をし、ピカチュウの外見をまねているのはピカチュウへの憎悪からだと、通訳としてニャースが説明した。

### その他
ミミッキュは株式会社ポケモンがYouTubeチャンネルにアップロードしたミュージックビデオに登場し、自身についてラップで表現した。ポケモン Kids TVに投稿されたルーニー・テューンズ風短編アニメーション『ズルッグとミミッキュ』では、ズルッグとともに主役として登場した。対戦アクションゲーム『大乱闘スマッシュブラザーズ SPECIAL』ではモンスターボールアイテムとしてミミッキュを召喚することができ、またスピリットとしても登場する。ユニバーサル・スタジオ・ジャパン（USJ）では、2023年からのハロウィンイベント「ポケモン・ジャンピン・ハロウィーン・パーティ」で着ぐるみとして登場し、来園者とのグリーティングもあった。

## プロモーションと受容

### プロモーション
ミミッキュはポケモンシリーズのプロモーションの対象になっており、ぬいぐるみのようなグッズが展開されている。2020年にU-TREASUREがゴールド、シルバーもしくはプラチナでできたネックレスを製作した。同年、日本のポケモンカフェでハロウィンのミミッキュがテーマの料理が提供され、翌年から2年続きでミミッキュがメインの一番くじが発売された。ミミッキュの一番くじは2018年にも展開されている。先述したUSJのイベントでは、「まねっこ!ミミッキュのミルクムース&クレープ」という名前のミミッキュをかたどったスイーツが販売された。

### 受容
株式会社ポケモンによる2020年の人気キャラクター投票「ポケモン・オブ・ザ・イヤー」では、アローラ地方のポケモンの中で1位、全てのポケモンの中では3位を獲得した。2016年7月にポケモン公式サイトでミミッキュのプロフィールが公開されると、Twitterではピカチュウと仲良く絡む様子などを描いた二次イラストが続々と投稿された。
Kotakuのパトリシア・エルナンデスはミミッキュが「最も輝かしく、悲痛な思いにさせる」ポケモンであり、開発者が新しいデザインによってピカチュウの人気に対抗するのではなく、それを「効果的に」受け入れて他のポケモンが抱き得る人気への羨望を表現していると評価した。また続きの記事ではミミッキュの人気を、ポケモンメディアや商品においてピカチュウが「連発」されることへのファンダムの反応だとした。ペーストのJanine Hawkinsはミミッキュが「（第7）世代の代表者」であり、ミミッキュが示す感情的な脆弱性が「ファンの心を掴んで二度と離さないようにうまく調整されている」ようだと述べた。ITmediaの黒木貴啓はミミッキュの「切ない」設定に注目し、「その影のあるかわいさ」が話題になっていると指摘した。